# Mariä Heimsuchung (Pirk)

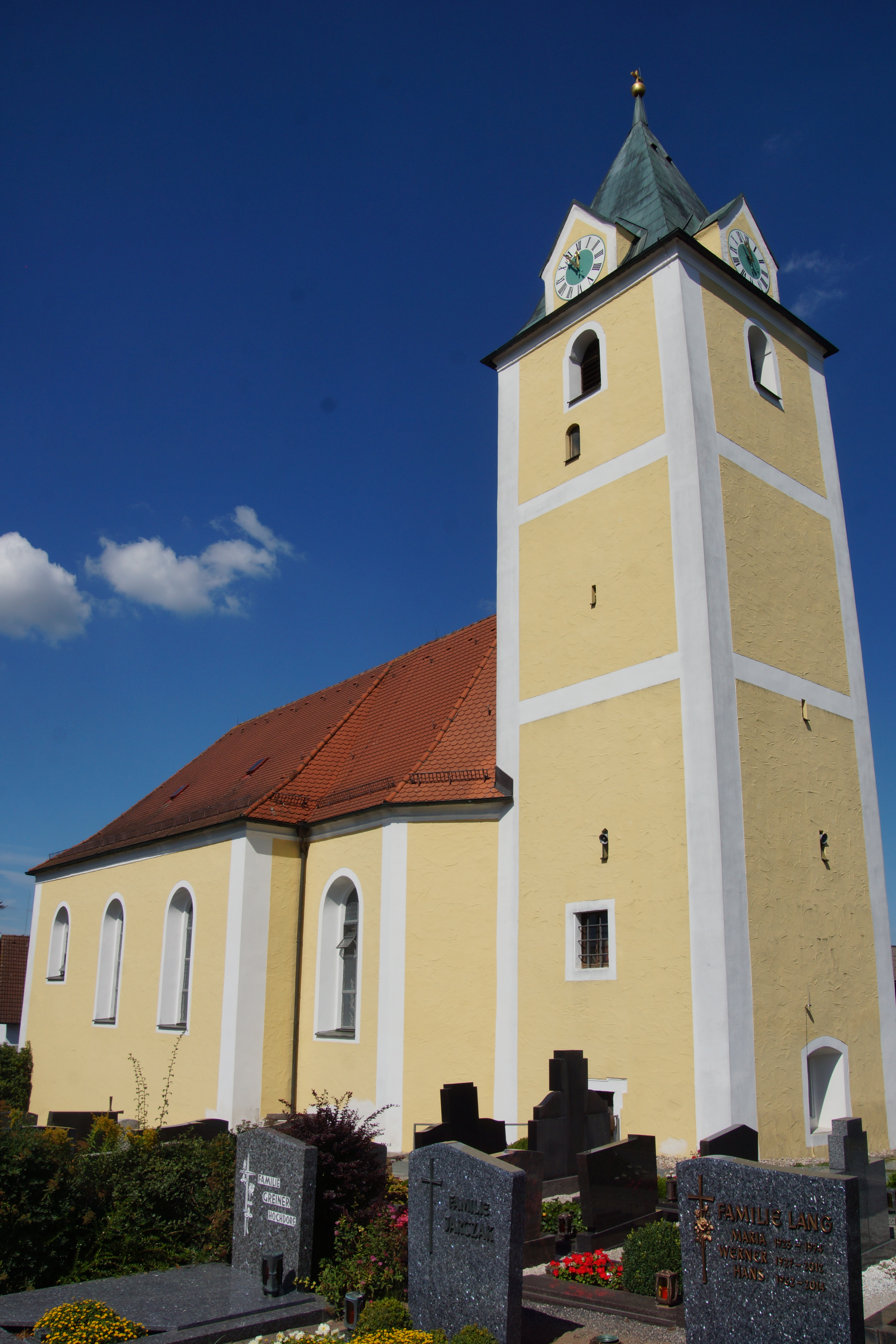
Kirche Mariä Heimsuchung in Pirk

Die denkmalgeschützte römisch-katholische Kirche Mariä Heimsuchung ist die frühere Pfarrkirche von Pirk, seit 1964 ist sie eine Filialkirche der „Pfarrei Auferstehung Christi Pirk“ mit der neuerbauten Pfarrkirche Auferstehung Christi.

## Geschichte
Die Kirche von Pirk wird erstmals 1261 in einer Urkunde des Klosters Waldsassen erwähnt, muss also schon früher erbaut worden sein. Sie wurde allerdings schon 1295 von Heinrich von Waldau und Konrad von Hohenfels in Brand gesteckt, die dafür am 22. November 1295 durch den Abt von Oberaltaich im Auftrag des Papstes Bonifatius VIII. mit dem Kirchenbann belegt wurden. Hintergrund war, dass die Waldauer mit dem Verzicht auf verschiedene Güter zugunsten des Klosters nicht einverstanden waren und deshalb eine Fehde begannen. Die Hohenfelser bzw. in deren Nachfolge das Herzogtum Pfalz-Neuburg hatten im Übrigen noch im 17. Jahrhundert Güter in Pirk.
In dieser frühen Zeit bestand zu Pirk keine eigene Pfarrei, sondern Pirk gehört zur Pfarrei Schimitz oder Rothenstadt. Die Kirche war seit 1402 dem Kloster Waldsassen inkorporiert und gehörte zum Dekanat Kemnath.
Vom 14. September 1419 stammt ein Ablassbrief für Pirk von dem Regensburger Weihbischof Theodorich, Titularbischof von Hierapolis, der im Auftrag von Bischof Albert III. in der Vigil zu Mariä Himmelfahrt die Pirker Kirche mit zwei Altären und den Friedhof von Pirk rekonziliiert hat. Am 14. Juli 1440 wurde eine Frühmessstiftung für die Kirche zu Pirk, damals zu Luhe gehörend, gestiftet und mit Einkommen aus verschiedenen Besitzungen finanziert. Die Bestätigung der Stiftung erfolgte am 18. Juli 1440 durch Rudolf von Heringen, Generalvikar des Bischofs Friedrich II. Die Nomination des Frühmessers steht dem Landgrafen von Leuchtenberg zu, die Präsentation dem Pfarrer von Luhe und die Investitur dem Ordinarius zu Regensburg. 1458 schenkte das Kloster Waldsassen ein Reliquienkreuz an die Kirche von Pirk. Die Lehenschaft über die Messe verblieb weiterhin beim Kloster Waldsassen, obwohl die Verwaltung der Stiftung nach Weiden in der Oberpfalz übertragen wurde. 1483 gründete man eine Bruderschaft zu Ehren Unserer Lieben Frau und des Erzengels Michaels in Weiden, der auch der Frühmesser von Pirk, Johannes Hackenschmit, angehörte.
Am 12. Oktober 1582 berichtete der Landschreiber Jakob Pühler, dass die zum Luthertum gewechselte Pfarrkirche Luhe und ihre Nebenkirchen, darunter auch Pirk, noch alle mit papistischen Pfaffen versehen seien. 1591 wurde die in der katholisch gebliebenen Landgrafschaft Leuchtenberg gelegene Kirche Pirk als baulich in schlechtem Zustand beschrieben. 1595 kauften Dr. Johann Federl und seine Frau Anna einen Hof von der Kirche zu Pirk und stifteten den Zins von 20 fl für einen Frühmesser oder, wenn keiner da ist, an den Pfarrer zu Schirmitz für das Lesen einer Messe. 1694/95 wurde der Kirchenbau verlängert, wofür 202 fl ausgegeben wurden. Am 16. März 1748 erstellte Maria Antonia Federl von Pürckh, Schwester des Hofmarkbesitzers Johann Leopold Federl und Kammerdienerin der Kaiserin Elisabeth in Wien, ihr Testament, in welchem sie ihr Vermögen (ca. 11.000 fl) für die Errichtung eines Klosters in Pirk oder – falls es keine Genehmigung zu Errichtung gibt – für eine täglich abzuhaltende Messe in der Kirche von Pirk. 1755 wurde bei der Kirche ein Benefiziatenhaus errichtet, sodass Pirk dauerhaft einen Priester bekommen konnte. Ihre Tochter Anna Barbara Theresie Federl von Pirk († 20. Februar 1760) ließ neben der Kirche ein Schulhaus errichten. Zuerst nahm der Pfarrer von Schirmitz, Johann Paul Schödl, diese Aufgabe für wöchentlich 2 fl. 30 Kreuzer wahr, 1770 wurde eine Benefiziumsprovisor Franz Anton Loederer angestellt. 1868 wird ein neues Schul- und Mesnerhaus in Pirk errichtet, 1875 wird das Benefiziatenhaus renoviert.
Am 7. Mai 1938 wurde aus dem Inkuratbenefizium Pirk ein Kuratbenefizium umgewandelt. Mit Wirkung vom 1. September 1961 wurden Enzenrieth und Hochdorf nach Prik umgepfarrt. Am 19. Juli 1964 schied Pirk aus dem Pfarrverband von Schirmitz aus und wurde vom Regensburger Bischof Rudolf Graber zu einer eigenständigen Pfarrei erhoben.

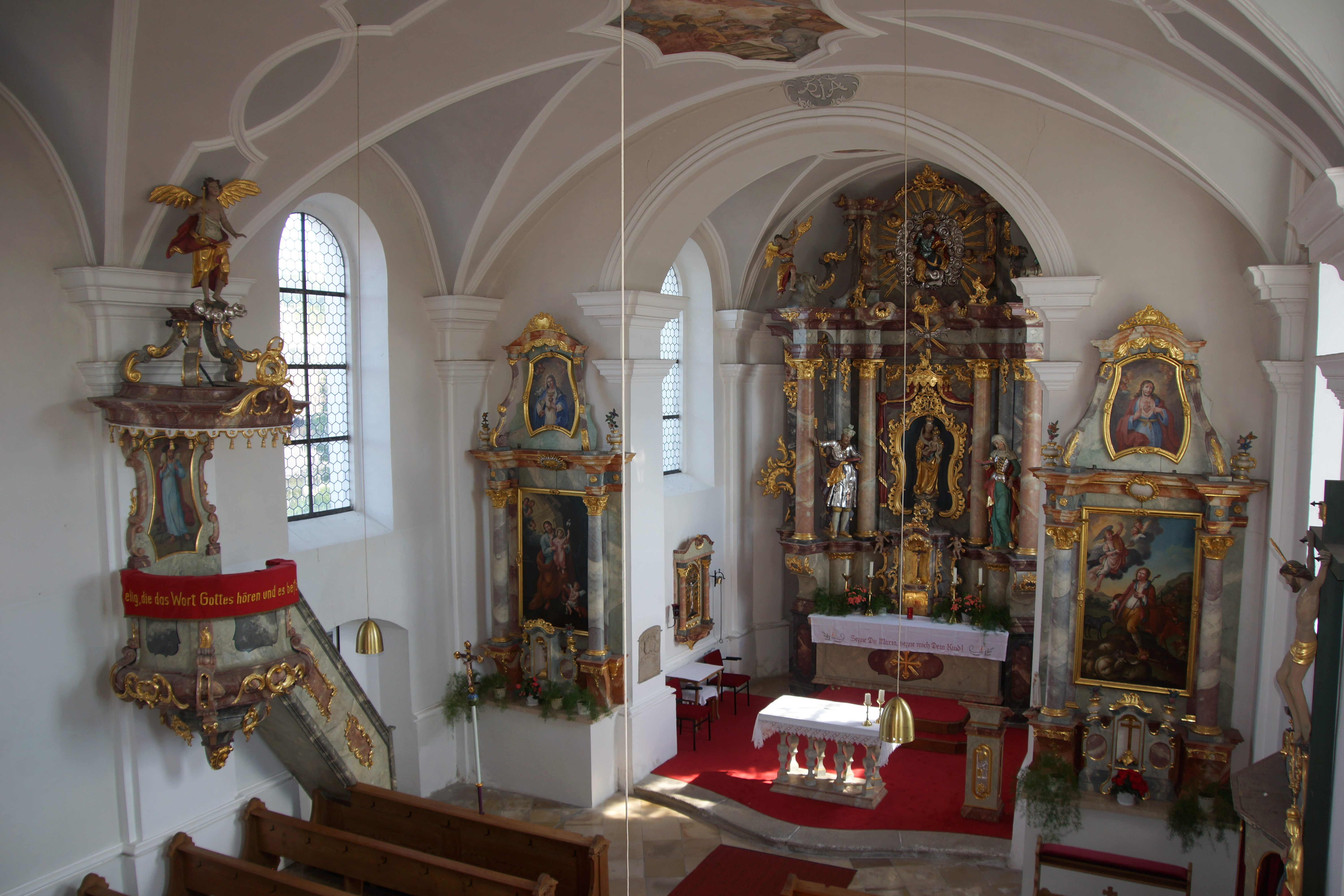
Innenraum der Kirche Mariä Heimsuchung in Pirk

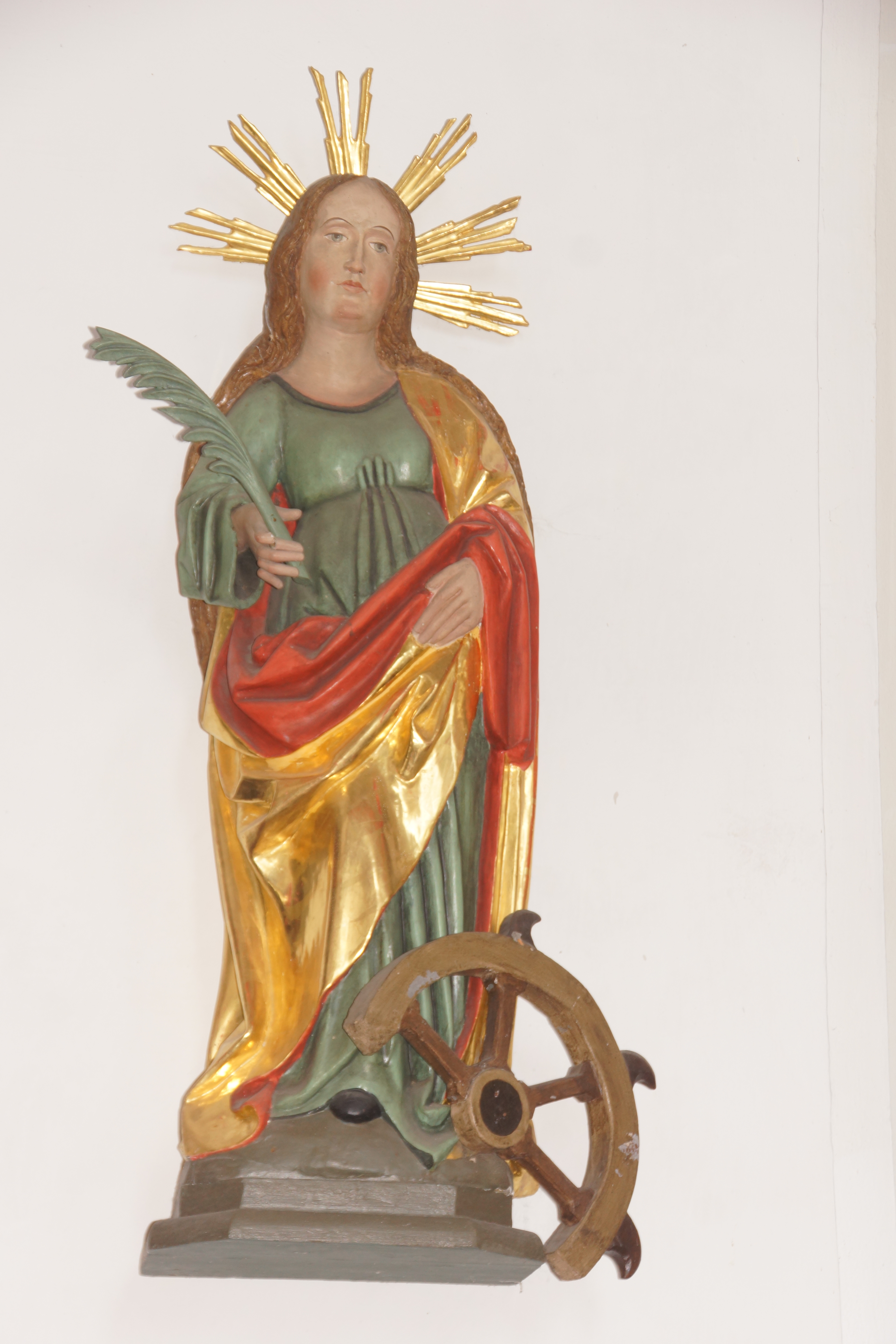
Katharina von Alexandrien in der Kirche von Prik

## Baulichkeit
Die Kirche ist eine Saalkirche mit leicht vortretenden Wandpilastern und einem eingezogenen Chor. Der mit zwei Faschen gegliederte Kirchturm wird mit einem Pyramidendach und mit vier Ziffernblättern der Kirchturmuhr abgeschlossen. Das Untergeschoss der Kirche ist vermutlich romanisch. Von 1770 bis 1773 wurde die Kirche umfassend renoviert.
1925 wurden vier neue Glocken geweiht. Mit Ausnahme der kleinsten Glocke wurden diese 1942 im Zweiten Weltkrieg eingeschmolzen. Am 26. November 1978 wurde eine neue Glocke geweiht. Am 2. Mai 1982 wurde eine Kleinorgel mit vier Registern für die 1944 beschlagnahmte, erstellt und von der Firma Hartmann aus Regensburg eingebaut.
Die Marienkirche wurde zwischen 1979 und 1980 renoviert.

## Ausstattung
Die bei einer späteren Renovierung freigelegten Deckenfresken stammen vermutlich von dem Amberger Barockmaler Michael Wild. Dargestellt werden Szenen aus dem Leben Mariens: Mariä Verkündigung, Heimsuchung, Himmelfahrt Mariens und Krönung Mariens.
Der barocke Hochaltar besitzt vier Säulen und zwei geschweifte Streben aus der 2. Hälfte des 18. Jahrhunderts. In der Mitte des Hochalters befindet sich eine Skulptur der Maria mit Kind (um 1500), flankiert von Statuen ihrer Eltern, der heiligen Anna und dem heiligen Joachim. An der Spitze ist in einem Wolkenkranz eine Gott-Vater-Figur. Zudem besitzt die Kirche zwei Nebenaltäre und eine gotische Figur der heiligen Katharina.

## Neue Pfarrkirche „Auferstehung Christi“
Aus der Notwendigkeit heraus, den nach dem Zweiten Weltkrieg in Pirk angekommenen Neubürgern eine kirchliche Heimat zu geben, wurde am 5. August 1961 ein Kirchenbauverein gegründet und noch im gleichen Jahr mit dem Bau begonnen. Der Brauerei- und Schlossbesitzer Josef Schwab und seine Gattin Emmy stellten das Grundstück für den Kirchenbau zur Verfügung. Zwischen 1961 und 1963 wurde ein neues Seelsorgezentrum mit Kirche, Pfarrhaus, Jugendheim und außerkirchlichen Seelsorgeräumen errichtet. Am 26. August 1962 weihte Domkapitular Augustinus Kuffner den Grundstein für die neu zu erbauende Kirche. Die Pläne für die Kirche stammen von dem Regensburger Baumeister Hans Beckers. Das 1964 neu erbaute und am 19. Juli 1964 durch Bischof Rudolf Graber konsekrierte Gotteshaus ist der „Auferstehung Christie“ geweiht. Als erster Pfarrer wurde 1964 Gottfried Leibl installiert.
Die fünf Glocken stammen von der Glockengießerei Schilling aus Heidelberg. Seit 1965 befindet sich in der Kirche eine Orgel mit zwei Werken und 22 Registern von der Orgelbaufirma Johannes Klais.
Das modernistische Fresko des Altars von dem Münchener Künstler Franz Nagel stellt den Auferstandenen Christus dar. Ein in gleichem Stil gestaltetes Marienbild wurde 1970 fertiggestellt. Links und rechts von dem Altar befinden sich Betonstuckdarstellungen aus der Heilsgeschichte von Leo Bäumler. 1989 musste das undichte Kirchendach neu konstruiert und ersetzt werden, da das frühere Regenwasser durchgelassen hat. In der Folge musste auch die Orgel renoviert werden.